# Schweizer Rugby-Union-Nationalmannschaft
Die Schweizer Rugby-Union-Nationalmannschaft (französisch Equipe Nationale Suisse de Rugby à XV; italienisch Nazionale di Rugby XV della Svizzera) ist die Nationalmannschaft der Schweiz in der Sportart Rugby Union und repräsentiert das Land bei allen Länderspielen (Test Matches) der Männer. Die Mannschaft trägt den Spitznamen «Edelweiss». Die organisatorische Verantwortung trägt der 1972 gegründete Schweizerische Rugbyverband (FSR). Vom Weltverband World Rugby wird die Schweiz in die dritte Stärkeklasse (third tier) eingeteilt. Das Team spielt in der Rugby Europe Championship, der ersten Division der Europameisterschaft des Kontinentalverbandes Rugby Europe.
Das erste Test Match fand 1973 gegen Portugal statt. Die Schweiz lag seit dem erstmaligen Sieg gegen Deutschland am 29. Februar 2020 an der besten Klassierung seit Einführung der Weltrangliste auf Platz 28 mit 54,12 Punkten. Die Schweiz gewann 2022/23 erstmals die Rugby Europe Trophy mit Siegen gegen Schweden, Litauen, die Ukraine und Kroatien. Die meisten Spiele der Schweiz finden im Rahmen der Europameisterschaften statt. Der größte Erfolg der Nationalmannschaft sind der Aufstieg in die erste Division 2023. Bisher konnte sich die Mannschaft noch nicht für eine Weltmeisterschaft qualifizieren. Traditionell spielt die Schweiz in roten Trikots, roten Hosen und roten Socken.

## Organisation
Verantwortlich für die Organisation von Rugby Union in der Schweiz ist der Schweizerische Rugbyverband (FSR). Der Verband wurde 1972 gegründet und 1988 Vollmitglied des International Rugby Football Board (IRFB; heute World Rugby). Der Schweizerische Rugbyverband trat 1974 der Fédération internationale de rugby amateur (FIRA; heute Rugby Europe) bei.
Neben der eigentlichen Nationalmannschaft ruft der Schweizerische Rugby-Verband weitere Auswahlmannschaften zusammen. Wie andere Rugbynationen verfügt die Schweiz über eine U-20-Nationalmannschaft, die an den entsprechenden Weltmeisterschaften teilnimmt. Hinzu kommt die Siebener-Rugby-Nationalmannschaft.

## Geschichte

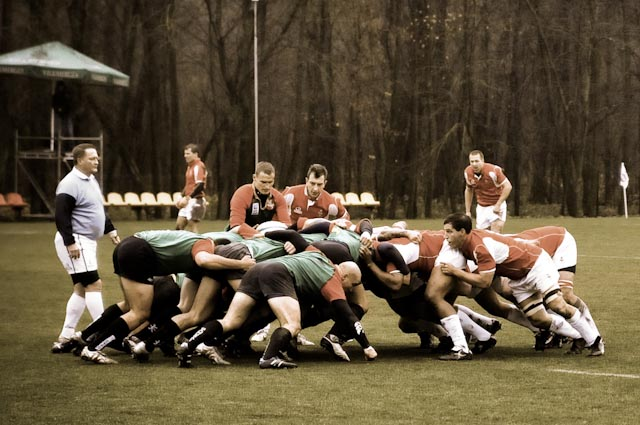
Schweiz gegen Litauen (2009)

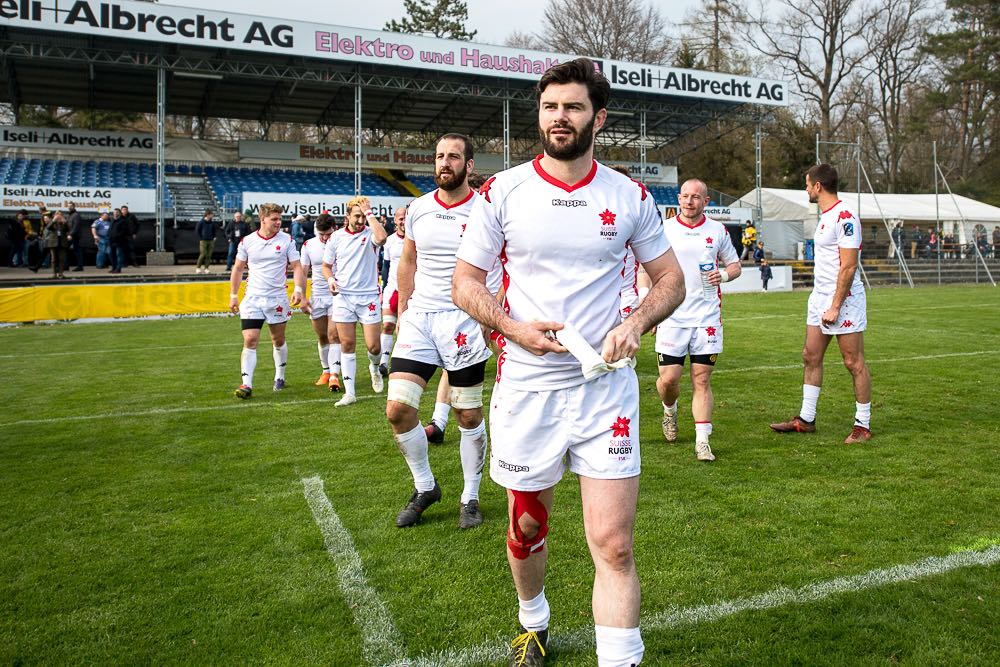
Die Schweizer Nationalmannschaft (2021)

Die Schweiz bestritt ihr erstes Test Match am 11. April 1973 in Neuenburg gegen Portugal und unterlag mit 4:23. Im darauf folgenden Jahr verlor sie gegen Belgien mit 10:18, 1975 schlug sie derselbe Gegner mit 33:3. Nach der zweiten Niederlage gegen Belgien gewann die Schweiz ihr erstes Test Match und besiegte Jugoslawien mit 12:3 in Genf. Der einzige weitere Sieg in den 1970er Jahren war ein 7:4 gegen Luxemburg 1977. 1979 unterlag sie Marokko mit 0:43 und Portugal mit 0:31.
In den 1980er Jahren gelangen den Schweizern bessere Ergebnisse mit einem Sieg gegen Luxemburg von 10:7 in Bern, sowie knappen Niederlagen gegen Schweden und Belgien. 1981 siegte Portugal wieder zu Null, worauf ein Sieg gegen Dänemark gelang. Nach erneuten Niederlagen gegen Belgien und Schweden 1982 erzielten sie 60 unbeantwortete Punkte gegen Finnland. Darauf folgte eine Niederlagenserie von neun Spielen zwischen 1982 und 1986, bevor sie Jugoslawien im Mai 1986 mit 5:0 schlugen.
1989 unternahm die Schweiz den Versuch, sich für die Weltmeisterschaft 1991 in den damaligen Five Nations zu qualifizieren und spielte in der europäischen Qualifikation in der Runde 2A. Diese schlossen sie auf dem dritten Platz ab, nachdem sie eines ihrer drei Spiele gewannen. Ebenso nahm die Schweiz an der Qualifikation zur Weltmeisterschaft 1995 in Südafrika teil, wo sie aus der Runde 1 die Runde 2 erreichte, dort jedoch ausschied.
In der Qualifikation zur Weltmeisterschaft 1999 in den damaligen Five Nations erreichte die Schweiz den dritten Platz unter sechs Teams in Runde 1, nachdem sie von vier Spielen eines Spiel gewann und eines Unentschieden endete. Die Qualifikation zur Weltmeisterschaft 2003 in Australien verlief erfolgreicher, als die Schweiz Gruppe B in der Runde 1 gewann und Runde 2 erreichte, dort jedoch ausschied. In der Qualifikation zur Weltmeisterschaft 2007 in Frankreich belegte die Schweiz in der Gruppe D der Runde 2 den vierten Platz.
Der Schweiz gelang es auch nicht, sich für die Weltmeisterschaften der Jahre 2011, 2015, 2019 und 2023 zu qualifizieren.
2016 erreichte die Schweiz erstmals seit der Einführung des neuen Formats 2000 die zweite Division der Rugby-Union-Europameisterschaft (Rugby Europe Trophy, früher Division 1B), nachdem sie Division 2A im Zweijahreszyklus 2014–16 gewann. In der Rugby Europe Trophy 2022/23 gewann sie alle vier Spiele gegen Schweden, Litauen, die Ukraine und Kroatien, womit die Schweiz erstmals dieses Turnier gewann und mit dem 27. Platz ihren besten Platz in der World-Rugby-Weltrangliste erreichte. Die Rugby Europe International Championships 2024/25 begann gegen den haushohen Favoriten Georgien mit einer Rekordniederlage von 0:110. Insgesamt erreichten die Schweizer mit einem Sieg im Play-off gegen Deutschland den siebenten Platz, womit sie die Weltmeisterschaft 2027 verpassten.

## Trikot und Logo
Die Schweizer Nationalmannschaft spielt traditionell in roten Trikots, roten Hosen und roten Socken. Das Auswärtstrikot ist weiß mit weißen Hosen und weißen Socken.
Das Logo der Fédération Suisse de Rugby zeigt einen Alpen-Edelweiss in Rot mit dem Schriftzug Suisse Rugby rechts daneben. Der Spitzname der Schweizer Rugby-Union-Nationalmannschaft lautet «Edelweiss».

## Test Matches
Die Schweiz hat 81 ihrer bisher 177 Test Matches gewonnen, was einer Gewinnquote von 45,76 % entspricht. Die Statistik der Test Matches der Schweiz gegen alle Nationen, alphabetisch geordnet, ist wie folgt (Stand: 13. August 2025):
| Land             | Spiele | Gewonnen | Unent- schieden | Verloren | % Siege |
| ---------------- | ------ | -------- | --------------- | -------- | ------- |
| Andorra          | 8      | 6        | 0               | 2        | 75,00   |
| Armenien         | 6      | 4        | 0               | 2        | 66,67   |
| Belgien          | 14     | 4        | 0               | 10       | 28,57   |
| Bulgarien        | 6      | 5        | 0               | 1        | 83,33   |
| Dänemark         | 10     | 3        | 2               | 5        | 30,00   |
| Deutschland      | 9      | 2        | 0               | 7        | 22,22   |
| Elfenbeinküste   | 2      | 1        | 1               | 0        | 50,00   |
| Finnland         | 1      | 1        | 0               | 0        | 100,00  |
| Georgien         | 2      | 0        | 0               | 2        | 0,00    |
| Israel           | 7      | 5        | 2               | 0        | 71,43   |
| Jugoslawien      | 10     | 2        | 1               | 7        | 20,00   |
| Kroatien         | 10     | 8        | 0               | 2        | 80,00   |
| Lettland         | 4      | 1        | 0               | 3        | 25,00   |
| Litauen          | 8      | 5        | 0               | 3        | 62,50   |
| Luxemburg        | 5      | 5        | 0               | 0        | 100,00  |
| Malta            | 5      | 3        | 0               | 2        | 60,00   |
| Marokko          | 1      | 0        | 0               | 1        | 0,00    |
| Moldau           | 2      | 2        | 0               | 0        | 100,00  |
| Monaco           | 1      | 1        | 0               | 0        | 100,00  |
| Niederlande      | 8      | 1        | 1               | 6        | 12,50   |
| Österreich       | 3      | 3        | 0               | 0        | 100,00  |
| Polen            | 7      | 3        | 0               | 4        | 42,86   |
| Portugal         | 7      | 0        | 0               | 7        | 0,00    |
| Schweden         | 9      | 2        | 0               | 7        | 28,57   |
| Senegal          | 1      | 0        | 0               | 1        | 0,00    |
| Serbien          | 6      | 3        | 0               | 3        | 50,00   |
| Slowenien        | 5      | 3        | 1               | 1        | 60,00   |
| Spanien          | 2      | 0        | 0               | 2        | 0,00    |
| Tschechien       | 7      | 3        | 0               | 4        | 42,86   |
| Tschechoslowakei | 1      | 0        | 0               | 1        | 0,00    |
| Tunesien         | 2      | 0        | 0               | 2        | 0,00    |
| Ukraine          | 7      | 4        | 0               | 3        | 57,14   |
| Ungarn           | 1      | 1        | 0               | 0        | 100,00  |
| Gesamt           | 177    | 81       | 8               | 88       | 45,76   |

## Erfolge

### Weltmeisterschaften
Die Schweiz konnte sich noch nicht für eine Weltmeisterschaft qualifizieren.
| Jahr | Resultat                                               | Spiele                                                 | Siege                                                  | Unent.                                                 | Ndlg.                                                  | +/-                                                    | Punkte                                                 |
| ---- | ------------------------------------------------------ | ------------------------------------------------------ | ------------------------------------------------------ | ------------------------------------------------------ | ------------------------------------------------------ | ------------------------------------------------------ | ------------------------------------------------------ |
| 1987 | nicht eingeladen                                       | nicht eingeladen                                       | nicht eingeladen                                       | nicht eingeladen                                       | nicht eingeladen                                       | nicht eingeladen                                       | nicht eingeladen                                       |
| 1991 | nicht qualifiziert (1. Qualifikationsrunde)            | nicht qualifiziert (1. Qualifikationsrunde)            | nicht qualifiziert (1. Qualifikationsrunde)            | nicht qualifiziert (1. Qualifikationsrunde)            | nicht qualifiziert (1. Qualifikationsrunde)            | nicht qualifiziert (1. Qualifikationsrunde)            | nicht qualifiziert (1. Qualifikationsrunde)            |
| 1995 | nicht qualifiziert (2. Qualifikationsrunde)            | nicht qualifiziert (2. Qualifikationsrunde)            | nicht qualifiziert (2. Qualifikationsrunde)            | nicht qualifiziert (2. Qualifikationsrunde)            | nicht qualifiziert (2. Qualifikationsrunde)            | nicht qualifiziert (2. Qualifikationsrunde)            | nicht qualifiziert (2. Qualifikationsrunde)            |
| 1999 | nicht qualifiziert (1. Qualifikationsrunde)            | nicht qualifiziert (1. Qualifikationsrunde)            | nicht qualifiziert (1. Qualifikationsrunde)            | nicht qualifiziert (1. Qualifikationsrunde)            | nicht qualifiziert (1. Qualifikationsrunde)            | nicht qualifiziert (1. Qualifikationsrunde)            | nicht qualifiziert (1. Qualifikationsrunde)            |
| 2003 | nicht qualifiziert (2. Qualifikationsrunde)            | nicht qualifiziert (2. Qualifikationsrunde)            | nicht qualifiziert (2. Qualifikationsrunde)            | nicht qualifiziert (2. Qualifikationsrunde)            | nicht qualifiziert (2. Qualifikationsrunde)            | nicht qualifiziert (2. Qualifikationsrunde)            | nicht qualifiziert (2. Qualifikationsrunde)            |
| 2007 | nicht qualifiziert (2. Qualifikationsrunde)            | nicht qualifiziert (2. Qualifikationsrunde)            | nicht qualifiziert (2. Qualifikationsrunde)            | nicht qualifiziert (2. Qualifikationsrunde)            | nicht qualifiziert (2. Qualifikationsrunde)            | nicht qualifiziert (2. Qualifikationsrunde)            | nicht qualifiziert (2. Qualifikationsrunde)            |
| 2011 | nicht qualifiziert (2. Qualifikationsrunde)            | nicht qualifiziert (2. Qualifikationsrunde)            | nicht qualifiziert (2. Qualifikationsrunde)            | nicht qualifiziert (2. Qualifikationsrunde)            | nicht qualifiziert (2. Qualifikationsrunde)            | nicht qualifiziert (2. Qualifikationsrunde)            | nicht qualifiziert (2. Qualifikationsrunde)            |
| 2015 | nicht qualifiziert (3. Qualifikationsrunde)            | nicht qualifiziert (3. Qualifikationsrunde)            | nicht qualifiziert (3. Qualifikationsrunde)            | nicht qualifiziert (3. Qualifikationsrunde)            | nicht qualifiziert (3. Qualifikationsrunde)            | nicht qualifiziert (3. Qualifikationsrunde)            | nicht qualifiziert (3. Qualifikationsrunde)            |
| 2019 | nicht qualifiziert (4. Qualifikationsrunde)            | nicht qualifiziert (4. Qualifikationsrunde)            | nicht qualifiziert (4. Qualifikationsrunde)            | nicht qualifiziert (4. Qualifikationsrunde)            | nicht qualifiziert (4. Qualifikationsrunde)            | nicht qualifiziert (4. Qualifikationsrunde)            | nicht qualifiziert (4. Qualifikationsrunde)            |
| 2023 | nicht teilgenommen                                     | nicht teilgenommen                                     | nicht teilgenommen                                     | nicht teilgenommen                                     | nicht teilgenommen                                     | nicht teilgenommen                                     | nicht teilgenommen                                     |
| 2027 | nicht qualifiziert (Rugby Europe Championship 2024/25) | nicht qualifiziert (Rugby Europe Championship 2024/25) | nicht qualifiziert (Rugby Europe Championship 2024/25) | nicht qualifiziert (Rugby Europe Championship 2024/25) | nicht qualifiziert (Rugby Europe Championship 2024/25) | nicht qualifiziert (Rugby Europe Championship 2024/25) | nicht qualifiziert (Rugby Europe Championship 2024/25) |
| 2031 | noch ausstehend                                        | noch ausstehend                                        | noch ausstehend                                        | noch ausstehend                                        | noch ausstehend                                        | noch ausstehend                                        | noch ausstehend                                        |

### Europameisterschaft
An der Rugby-Union-Europameisterschaft nimmt die Schweizer Mannschaft seit Gründung des Wettbewerbs teil, meist in der zweiten Division.

### Weitere Test Matches
Aufgrund der späten Etablierung unternahm die Schweiz während der Amateurära kaum Touren nach alter Tradition, da sie um das Jahr 2000 zum Erliegen kamen. Heute stehen für Test Matches gegen Teams der südlichen Hemisphäre jedes Jahr zwei Zeitfenster zur Verfügung: Die Mid-year Internationals im Juni und die End-of-year Internationals im November. Im Gegensatz zu den meisten anderen Rugbynationen spielt die Schweiz dabei jedoch um keine Trophäen gegen seine Gegner.

## Spieler

### Aktuelles Kader
Die folgenden Spieler bildeten das Kader für die Rugby Europe Trophy 2022/23:
| Spieler          | Position          | Verein               | Länderspiele |
| ---------------- | ----------------- | -------------------- | ------------ |
| William Meyer    | Gedrängehalb      | RCS Rumilly          | 06           |
| Simon Perrod     | Gedrängehalb      | RC Drancy            | 36           |
| Donovan O’Grady  | Verbinder         | Eton Manor RFC       | 16           |
| Jules Porcher    | Verbinder         | RC Aubenas Vals      | 09           |
| Jess Roberson    | Innendreiviertel  | GC Zürich            | 04           |
| Tommaso Volta    | Innendreiviertel  | Hermance RRC         | 04           |
| Gaëtan Moser     | Innendreiviertel  | Servette RC          | 01           |
| Lucas Heinrich   | Aussendreiviertel | Servette RC          | 29           |
| Hugo Malyon      | Aussendreiviertel | RC Suresnes          | 09           |
| Hugh Kisielewski | Aussendreiviertel | GC Zürich            | 10           |
| Jolan Vincent    | Schlussmann       | US Nantua Haut Bugey | 06           |

| Spieler                | Position             | Verein                       | Länderspiele |
| ---------------------- | -------------------- | ---------------------------- | ------------ |
| Nathan Pelsy           | Hakler               | US Annecy                    | 18           |
| Maxime Luçon           | Hakler               | CA Pontarlier                | 30           |
| Manu Ronza             | Hakler               | Lausanne UC                  | 13           |
| Andri Koeferli         | Hakler               | GC Zürich                    | 03           |
| Reuben Bachofner-Brown | Pfeiler              | Hornets RFC                  | 01           |
| Maximiliano Ducommun   | Pfeiler              | Nyon RC                      | 03           |
| Cameron Holenstein     | Pfeiler              | Hartpury University          | 03           |
| Vincent Vial           | Pfeiler              | CS Vienne                    | 14           |
| Alexandre Grillon      | Pfeiler              | Lausanne UC                  | 02           |
| Dominic Gorman         | Pfeiler              | RC Yverdon                   | 17           |
| Christian Rohrig       | Zweite-Reihe-Stürmer | GC Zürich                    | 10           |
| Romin Vivarié          | Zweite-Reihe-Stürmer | Lausanne UC                  | 02           |
| Antoine Salino         | Dritte-Reihe-Stürmer | Servette RC                  | 02           |
| Tim Vögtli             | Dritte-Reihe-Stürmer | GC Zürich                    | 23           |
| George Hallam          | Dritte-Reihe-Stürmer | Coventry RFC                 | 02           |
| Cyril Lin              | Dritte-Reihe-Stürmer | Nyon RC                      | 42           |
| Nicolas Lugeon         | Dritte-Reihe-Stürmer | Stade Lausanne RC            | 05           |
| Ahmed Kane             | Dritte-Reihe-Stürmer | Lyon Olympique Universitaire | 02           |

### Bekannte Spieler
Bisher wurde noch kein Schweizer Spieler in die World Rugby Hall of Fame aufgenommen.

## Position in der Rugby-Weltrangliste (jeweils am Jahresende)
| Jahr | Position | Punkte |
| ---- | -------- | ------ |
| 2003 | 37.      | 50,41  |
| 2004 | 39.      | 49,08  |
| 2005 | 45.      | 47,70  |
| 2006 | 48.      | 47,13  |
| 2007 | 52.      | 45,51  |
| 2008 | 54.      | 45,14  |
| 2009 | 58.      | 43,05  |
| 2010 | 67.      | 41,36  |
| 2011 | 49.      | 45,88  |
| 2012 | 52.      | 46,16  |
| 2013 | 39.      | 49,83  |
| 2014 | 46.      | 47,22  |
| 2015 | 35.      | 50,95  |
| 2016 | 33.      | 51,84  |
| 2017 | 31.      | 53,35  |
| 2018 | 31.      | 53,26  |
| 2019 | 31.      | 52,62  |
| 2020 | 28.      | 54,12  |
| 2021 | 35.      | 51,53  |
| 2022 | 28.      | 53,80  |
| 2023 | 28.      | 55,52  |
| 2024 | 29.      | 56,04  |

Quelle: World-Rugby-Weltrangliste